# Tournoi de La Havane
Le Tournoi Grand Prix de La Havane est une compétition de judo organisée annuellement depuis 2014 à La Havane à Cuba.

## Palmarès masculin
| Grand Prix | Grand Prix          | Grand Prix           | Grand Prix    | Grand Prix             | Grand Prix          | Grand Prix      | Grand Prix   |
| Année      | -60 kg              | -66 kg               | -73 kg        | -81 kg                 | -90 kg              | -100 kg         | +100 kg      |
| ---------- | ------------------- | -------------------- | ------------- | ---------------------- | ------------------- | --------------- | ------------ |
| 2014       | Amiran Papinashvili | Mikhail Pulyaev      | Sagi Muki     | Avtandil Tchrikishvili | Varlam Liparteliani | Toma Nikiforov  | Renat Saidov |
| 2016       | Eric Takabatake     | Kamal Khan-Magomedov | Rustam Orujov | Khasan Khalmurzaev     | Asley González      | Artem Bloshenko | Renat Saidov |

## Palmarès féminin
| Grand Prix | Grand Prix          | Grand Prix   | Grand Prix    | Grand Prix          | Grand Prix        | Grand Prix     | Grand Prix   |
| Année      | -48 kg              | -52 kg       | -57 kg        | -63 kg              | -70 kg            | -78 kg         | +78 kg       |
| ---------- | ------------------- | ------------ | ------------- | ------------------- | ----------------- | -------------- | ------------ |
| 2014       | Maria Celia Laborde | Yanet Bermoy | Automne Pavia | Clarisse Agbegnenou | Laura Vargas Koch | Kayla Harrison | Ma Sisi      |
| 2016       | Sarah Menezes       | Mareen Kräh  | Marti Malloy  | Yarden Gerbi        | Linda Bolder      | Abigél Joó     | Idalys Ortíz |